# Economía de la República Democrática Alemana

Actividad económica en Alemania del Este

La Alemania Oriental tenía una economía dirigida, similar a la sistema económico en la Unión Soviética y otros Estados miembros del Comecon, en contraste con la economía de mercado o la economía mixta u otros  estados capitalistas. El Estado establecía los objetivos de producción, fijaba los precios y también asignaba los recursos, codificando estas decisiones en planes integrales. Los medios de producción eran casi en su totalidad de  propiedad estatal.
Alemania Oriental tenía un nivel de vida más alto que el de otros países del Bloque Oriental o de la Unión Soviética, y disfrutaba de condiciones arancelarias y de derechos de aduana favorables con el mercado de Alemania Occidental. La economía de Alemania Oriental fue una de las más grandes y una de las más estables del "Segundo Mundo", ocupando el puesto número 10 del mundo, hasta las revoluciones de 1989.[cita requerida]

## Historia

### Período de ocupación soviética
Cada potencia de ocupación asumió la autoridad en sus respectivas zonas en junio de 1945. Las potencias aliadas persiguieron originalmente una política alemana común, centrada en la desnazificación y la desmilitarización como preparación para la restauración de un Estado-nación alemán democrático.
Con el tiempo, las zonas occidental y soviética se distanciaron económicamente. En 1946, la zona soviética tenía una ligera productividad total de los factores ventaja; la industrialización en tiempos de guerra había contribuido más a la economía oriental, y la destrucción causada por la guerra era menor que en el oeste. Sin embargo, en 1948 las zonas occidentales se habían vuelto más prósperas.
Había varias razones detrás de la atrasada situación económica de Alemania Oriental. Mientras que se habían invertido grandes sumas en Alemania Occidental, especialmente por parte de Estados Unidos, la Unión Soviética no sólo no puso nada en la economía de su zona, sino que sacó grandes cantidades en concepto de reparaciones y costes de ocupación. Las reparaciones directas e indirectas pagadas por Alemania Oriental entre 1946 y 1953 ascendieron a 14 000 millones de dólares a precios de 1938.
Se confiscaron las industrias militares y las que eran propiedad del Estado, de miembros del partido nazi y de criminales de guerra. Estas industrias representaban aproximadamente el 60% de la producción industrial total de la zona soviética. La mayor parte de la industria pesada (que constituía el 20% de la producción total) fue reclamada por la Unión Soviética como reparación, y se formaron sociedades anónimas soviéticas (en alemán: Sowjetische Aktiengesellschaften - SAG). El resto de la propiedad industrial confiscada fue nacionalizada, dejando el 40% de la producción industrial total en manos de la empresa privada. Las reparaciones obstaculizaron seriamente la capacidad de Alemania Oriental para competir con Alemania Occidental en el plano económico.
Aunque el desmantelamiento de la capacidad industrial tuvo un efecto significativo, el factor más importante para explicar la divergencia inicial de los resultados económicos fue la separación de la zona oriental de su mercado tradicional de Alemania Occidental. La economía de Alemania Oriental estaba dominada por los fabricantes de bienes de consumo, y dependía de las materias primas y  bienes intermedios que se encontraban exclusivamente en el Oeste. En 1943, el Este no tenía prácticamente ningún yacimiento de hulla, y sólo la mitad de la demanda de combustible podía satisfacerse en el país. En 1943, el Este representaba el 0,5% de la producción total de coque, el 1,6% de la de hierro en bruto y el 6,9% de la de acero en bruto producida en el territorio alemán de posguerra. Después de la guerra, el comercio entre el Este y el Oeste se redujo en un factor de 35.
El comercio al por menor en el este fue lentamente absorbido por dos organizaciones controladas por el Estado (Konsum y Handelsorganisation) que recibieron preferencias especiales. El 2 de enero de 1949 se puso en marcha un plan de reconstrucción económica de dos años de duración, con el objetivo de alcanzar el 81% del nivel de producción de 1936 y, mediante la reducción del 30% de los costes de producción, esperar aumentar el nivel salarial general del 12% al 15%. El plan también preveía un aumento de la ración alimentaria diaria de 1500 a 2000 calorías.
Se calcula que en 1949 el 100% de la industria automovilística, entre el 90% y el 100% de la industria química y el 93% de la industria de combustibles estaban en manos soviéticas. A finales de 1950, Alemania Oriental había pagado 3700 millones de dólares de los 10 000 millones de dólares que pedía Rusia en concepto de reparaciones. Tras la muerte de Iósif Stalin y el Levantamiento de junio de 1953, la Unión Soviética comenzó a devolver las fábricas de Alemania Oriental que había tomado como reparación.
En mayo de 1949, el ministro de Asuntos Exteriores soviético Andréi Vyshinski afirmó que la producción en la zona de ocupación soviética en marzo de 1949 había alcanzado el 96,6% de su nivel de 1936 y que el presupuesto gubernamental de la zona soviética presentaba un superávit de 1000 millones de  marcos alemanes orientales, a pesar de la reducción del 30% de los impuestos.
El siguiente caso es típico de la relación económica entre los dos países del bloque oriental. Según documentos facilitados por un funcionario de la construcción naval que escapó del Este, los barcos encargados por la Unión Soviética para 1954 costaron 148 millones de dólares en su construcción, pero los soviéticos sólo pagaron 46 millones de dólares por ellos; la diferencia de 102 millones de dólares fue absorbida por la RDA.[cita requerida]

### 1950s

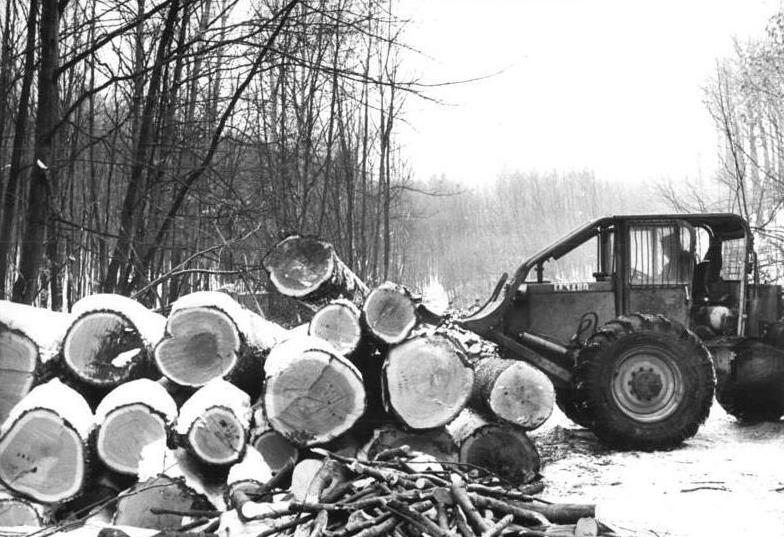
Trabajadores de una cooperativa forestal extrayendo madera de bosques en Turingia (Suhl, 1987)

La reforma agraria (Bodenreform) expropió todas las tierras pertenecientes a antiguos nazis y criminales de guerra y, en general, limitó la propiedad a 1 kilómetro cuadrado (0,4 mi²). Unas 500 fincas de los Junker' se convirtieron en granjas colectivas populares (en alemán: Landwirtschaftliche Produktionsgenossenschaft - LPG), y más de 30 kilómetros cuadrados (11,6 mi²) se distribuyeron entre 500 000 campesinos, trabajadores agrícolas y refugiados. Sólo se pagaron indemnizaciones a los antinazis activos. En septiembre de 1947 la Administración militar soviética anunció la finalización de la reforma agraria en la zona soviética. Este informe enumeraba 12.355 fincas, con un total de 6000000 km2, que habían sido incautadas y redistribuidas a 119 000 familias de agricultores sin tierra, 83 000 familias de refugiados y unas 300 000 de otras categorías. También se crearon granjas estatales, llamadas Volkseigenes Gut ("Propiedad del pueblo").
El Tercer Congreso del Partido Socialista Unificado de Alemania (Sozialistische Einheitspartei Deutschlands -SED) se reunió en julio de 1950 e hizo hincapié en el progreso industrial. El sector industrial, que empleaba al 40% de la población trabajadora, fue sometido a una nueva nacionalización, que dio lugar a la formación de las "Empresas Populares" (en alemán: Volkseigene Betriebe -VEB). Estas empresas constituían el 75% del sector industrial. El primer Plan Quinquenal (1951-55) introdujo la planificación estatal centralizada; hizo hincapié en las elevadas cuotas de producción de la industria pesada y en el aumento de la productividad laboral. Las presiones del plan provocaron un éxodo de ciudadanos de la RDA a Alemania Occidental. La segunda Conferencia del Partido SED (menos importante que un congreso del partido) se celebró del 9 al 12 de julio de 1952. Participaron en ella 1565 delegados, 494 delegados invitados y más de 2500 invitados de la RDA y de muchos países del mundo. En la conferencia se adoptó una nueva política económica, "Construcción planificada del socialismo". El plan preveía el fortalecimiento del sector estatal de la economía. Otros objetivos eran aplicar los principios de la planificación socialista uniforme y utilizar sistemáticamente las leyes económicas del socialismo.
En 1953, una de cada siete empresas industriales se había trasladado a Occidente. José Stalin murió en marzo de 1953. En junio de 1953, el SED, con la esperanza de dar a los trabajadores un mejor nivel de vida, anunció el Nuevo Curso que sustituía a la "Construcción Planificada del Socialismo". El Nuevo Curso en la RDA se basaba en la política económica iniciada por Georgi Malenkov en la Unión Soviética. La política de Malenkov, cuyo objetivo era la mejora del nivel de vida, hacía hincapié en un cambio de la inversión hacia la industria ligera y el comercio y en una mayor disponibilidad de bienes de consumo. El SED, además de cambiar el énfasis de la industria pesada a los bienes de consumo, inició un programa para aliviar las dificultades económicas. Esto condujo a una reducción de las cuotas de entrega y de los impuestos, a la disponibilidad de préstamos estatales para las empresas privadas y a un aumento de la asignación de material de producción.
Aunque el Nuevo Curso aumentó la disponibilidad de bienes de consumo, seguían existiendo altas cuotas de producción. Cuando se elevaron las cuotas de trabajo en 1953, se produjo el levantamiento de junio de 1953. Se produjeron huelgas y manifestaciones en los principales centros industriales, y los trabajadores exigieron reformas económicas. La Volkspolizei y el Ejército soviético reprimieron el levantamiento, en el que murieron aproximadamente 100 participantes.
Cuando el 4 de febrero se presentó el presupuesto de 1953 en la Volkskammer, la explotación económica en beneficio de los intereses soviéticos seguía siendo la tónica dominante. El presupuesto preveía unos gastos de 34 688 mil millones de marcos orientales, lo que suponía un aumento de cerca del 10% respecto a los 31 730 mil millones del presupuesto de 1952. Su objetivo principal era proporcionar inversiones para el fortalecimiento de la economía y para la defensa nacional.
En 1956, en el 20.º Congreso del Partido Comunista de la Unión Soviética, el primer secretario Nikita Jruschov repudió el estalinismo, en su llamado 'Discurso secreto' a miembros seleccionados del Congreso. 
Por aquel entonces, una intelligentsia académica dentro de la dirección del SED exigía una reforma. Para ello, Wolfgang Harich publica una plataforma que aboga por cambios radicales en la RDA. A finales de 1956, él y sus colaboradores fueron rápidamente expulsados de las filas del SED y encarcelados.
El Segundo Plan Quinquenal compromete a la RDA a acelerar los esfuerzos de colectivización y nacionalización de la agricultura y a completar la nacionalización del sector industrial. En 1958, el sector agrícola seguía estando formado principalmente por las 750 000 explotaciones agrícolas de propiedad privada que comprendían el 70% de toda la tierra cultivable; sólo se habían constituido 6000 LPG. En 1958-59 el SED impuso cuotas a los agricultores privados y envió equipos a los pueblos en un esfuerzo por fomentar la colectivización voluntaria. En noviembre y diciembre de 1959 algunos agricultores infractores fueron detenidos por la Stasi.
Una amplia reforma de la gestión económica llevada a cabo por el SED en febrero de 1958 incluyó la transferencia de un gran número de ministerios industriales a la Comisión Estatal de Planificación. Para acelerar la nacionalización de la industria, el SED ofreció a los empresarios incentivos de asociación del 50% para transformar sus empresas en VEBs.

### 1960s
A mediados de 1960, casi el 85% de toda la tierra cultivable estaba incorporada en más de 19.000 Landwirtschaftliche Produktionsgenossenschaft; las granjas estatales comprendían otro 6%. En 1961, el sector socialista producía el 90% de los productos agrícolas de la RDA. A medida que más agricultores huían a Occidente, se produjo una pérdida de cosechas en 1961, que empeoró por el clima desfavorable.
A finales de 1960, la empresa privada sólo controlaba el 9% de la producción industrial total. Las cooperativas de producción (Produktionsgenossenschaften -PGs) incorporaron un tercio del sector artesanal durante 1960-61, un aumento desde el 6% en 1958. La apertura del nuevo puerto de Rostock en 1960 redujo la dependencia del país del puerto de Hamburgo de Alemania Occidental.
El Segundo Plan Quinquenal tuvo dificultades y el gobierno lo sustituyó por el Plan Septenal (1959-65). El nuevo plan tenía como objetivo alcanzar la producción per cápita de Alemania Occidental a finales de 1961, establecía cuotas de producción más altas y exigía un aumento del 85% de la productividad laboral. La emigración volvió a aumentar, con un total de 143 000 personas en 1959 y 199 000 en 1960. La mayoría de los emigrantes eran trabajadores de cuello blanco, y el 50% eran menores de 25 años. La fuga de mano de obra superó un total de 2,5 millones de ciudadanos entre 1949 y 1961.
La tasa de crecimiento industrial anual disminuyó constantemente después de 1959. Por ello, la Unión Soviética recomendó a Alemania Oriental que aplicara las reformas del economista soviético Evsei Liberman, defensor del principio de rentabilidad y otros principios de mercado para las economías comunistas.
En 1963 Ulbricht adaptó las teorías de Liberman e introdujo el Nuevo Sistema Económico (NES), un programa de reforma económica que preveía cierta descentralización en la toma de decisiones y la consideración de criterios de mercado y rendimiento. El NES pretendía crear un sistema económico eficiente y transformar la RDA en una nación industrial líder.
Bajo la NES, la tarea de establecer el desarrollo económico futuro se asignó a la planificación central. La descentralización supuso la transferencia parcial de la autoridad de decisión de la Comisión de Planificación Estatal central y del Consejo Económico Nacional a las Asociaciones de Empresas Populares (Vereinigungen Volkseigener Betriebe -VVB), organizaciones matrices destinadas a promover la especialización dentro de las mismas áreas de producción. Las autoridades centrales de planificación fijaban los objetivos generales de producción, pero cada VVB determinaba su propia financiación interna, la utilización de la tecnología y la asignación de mano de obra y recursos. Como organismos intermediarios, los VVB también funcionaban para sintetizar la información y las recomendaciones de los VEB. La ENE estipulaba que las decisiones de producción se tomaran en función de la rentabilidad, que los salarios reflejaran el rendimiento y que los precios respondieran a la oferta y la demanda.
La NES dio lugar a una nueva élite tanto en la política como en la gestión de la economía, y en 1963 Ulbricht anunció una nueva política de admisión a las filas dirigentes del SED. Ulbricht abrió el Politbüro y el Comité Central a los miembros más jóvenes que tenían más educación que sus predecesores y que habían adquirido habilidades directivas y técnicas. Como consecuencia de la nueva política, la élite del SED se dividió en facciones políticas y económicas, estas últimas compuestas por miembros de la nueva élite tecnocrática. Debido al énfasis en la profesionalización de la política de cuadros del SED después de 1963, la composición de la masa de afiliados cambió: en 1967, unos 250.000 miembros (el 14%) del total de 1,8 millones de miembros del SED habían completado un curso de estudios en una universidad, escuela técnica o escuela de comercio.
El énfasis del SED en la competencia técnica y de gestión también permitió a los miembros de la élite tecnocrática acceder a los niveles superiores de la burocracia estatal, antes reservados a los dogmáticos políticos. Los directivos de las VVB fueron elegidos en función de su formación profesional y no de su conformidad ideológica. Dentro de las empresas individuales, aumentó el número de puestos profesionales y de empleos para los técnicamente cualificados. El SED insiste en la formación en ciencias técnicas y de gestión como vía de ascenso social y de recompensa material. Además, prometió aumentar el nivel de vida de todos los ciudadanos. Desde 1964 hasta 1967, los salarios reales aumentaron y la oferta de bienes de consumo, incluidos los artículos de lujo, mejoró mucho.
Los resultados de la reforma, sin embargo, no alcanzaron las expectativas iniciales, ya que el crecimiento fue principalmente el resultado del aumento de la inversión, y no del nuevo sistema de control. Como resultado, el plan de reforma se modificó en 1967-1968, con la implantación del "Sistema Económico del Socialismo". El SEE se aplicó a través de las llamadas áreas de determinación de estructuras, sectores estratégicos que gozaban de acceso preferente a fondos y recursos. Inicialmente se incluían los sectores químico, de ingeniería y electrónico, pero a medida que las empresas presionaban al gobierno para que las incluyera en la lista de proyectos de importancia estratégica, la lista se hacía cada vez más larga.
Se formaron asociaciones industriales combinadas para integrar verticalmente las industrias que participaban en la fabricación de productos finales vitales. Se restablecieron las subvenciones a los precios para acelerar el crecimiento en los sectores favorecidos. El plan anual para 1968 fijó cuotas de producción en las áreas de determinación de la estructura un 2,6% más altas que en el resto de los sectores para lograr el crecimiento industrial en estas áreas. El Estado fijó los objetivos de 1969-70 para los sectores de alta tecnología aún más altos. El incumplimiento de los objetivos de la EES supuso el cese definitivo del esfuerzo de reforma en 1970.
A finales de la década de 1960 se descubrió el yacimiento de gas de Altmark, que supuso una importante fuente de divisas para el país.

### 1970s-1990
A principios de la década de 1970, comenzó la planificación integral a largo plazo. También proporcionaba una orientación general, pero durante un periodo más largo, de quince o veinte años, lo suficiente para enlazar los planes quinquenales de forma coherente.
La «Tarea Principal», introducida por Erich Honecker en 1971, formuló la política interior para la década de 1970. El programa volvía a hacer hincapié en el marxismo-leninismo y en la lucha de clases internacional. Durante este periodo, el SED lanzó una campaña de propaganda masiva para ganar a los ciudadanos para su socialismo de estilo soviético y para devolver al "trabajador" su protagonismo. La Tarea Principal reafirmó el objetivo económico del progreso industrial, pero este objetivo debía alcanzarse en el contexto de la planificación estatal centralizada. El socialismo de consumo -el nuevo programa presentado en la Tarea Principal- era un esfuerzo por magnificar el atractivo del socialismo ofreciendo una consideración especial a las necesidades materiales de la clase trabajadora. El Estado renovó ampliamente la política salarial y prestó más atención al aumento de la disponibilidad de bienes de consumo.
El régimen aceleró la construcción de nuevas viviendas y la renovación de las existentes; el 60% de las viviendas nuevas y renovadas se asignaron a familias de la clase trabajadora. Los alquileres, subvencionados, siguen siendo muy bajos. Dado que las mujeres constituyen casi el 50% de la mano de obra, se ofrecen servicios de guardería, incluidas guarderías y jardines de infancia, para los hijos de las madres trabajadoras. Las mujeres que trabajan reciben un permiso de maternidad asalariado que oscila entre seis meses y un año. Se aumentaron las pensiones de jubilación.
Las últimas empresas privadas pequeñas y medianas, que hasta entonces habían funcionado de forma semiindependiente, fueron nacionalizadas en 1972. Honecker informó con orgullo a Brezhnev de este hecho en 1973. En algunos casos, el propietario de la empresa continuaba como director de la misma con un salario proporcionado por el Estado, que no guardaba relación automática con la eficiencia operativa de la empresa.  Esto era un paso innecesario y provocaba escasez de ciertos bienes.  Las mismas empresas que permitían cierto grado de iniciativa y respuesta al mercado y que contribuían en gran medida a la economía en su conjunto, incluso ganando divisas que se necesitaban desesperadamente, pasaron a estar sujetas a la planificación y los controles centrales y a estar tan estancadas como el resto de la economía. Un ejemplo de ello fue el fabricante de juguetes C.M. Breitung de Sonneberg, en Turingia, que fue independiente hasta 1972, cuando fue adquirida y rebautizada como Plüti.
La subida mundial de los precios de las materias primas en la década de 1970 también afectó a Alemania Oriental, aunque más tarde que en otros lugares debido a los controles de precios del Comecon. Debido a la fuerte tradición alemana de beber café, las importaciones de este producto eran importantes para los consumidores. Un aumento masivo de los precios del café en 1976-77 hizo que se cuadruplicara la cantidad de moneda fuerte necesaria para importar café, hecho conocido como la crisis del café en Alemania Oriental.  Esto causó graves problemas financieros a la RDA, que siempre carecía de suficientes divisas para hacer frente a las importaciones de Occidente. Como resultado, en el verano de 1977 el Politbüro retiró de la venta la mayoría de las marcas de café más baratas, limitó el uso del café en los restaurantes y retiró efectivamente su suministro en las oficinas públicas y las empresas estatales. Además, se introdujo un nuevo e infame tipo de café, el Mischkaffee (café mezclado), que contenía un 51% de café y un 49% de una gama de rellenos que incluía achicoria, centeno y remolacha azucarera. Como era de esperar, el nuevo café fue generalmente detestado por su sabor comparativamente pobre, y todo el episodio llegó a ser conocido informalmente como la "Crisis del Café". La crisis pasó después de 1978, cuando los precios mundiales del café empezaron a bajar de nuevo, así como el aumento de la oferta gracias a un acuerdo entre la RDA y Vietnam.
Las crecientes deudas en divisas de la RDA fueron una causa de inestabilidad interna. Tras la quiebra de Polonia, Occidente impuso un boicot crediticio a los países del bloque oriental, incluida Alemania Oriental. La venta de petróleo soviético, que antes era una importante fuente de divisas, dejó de ser rentable debido a los cambios en la economía mundial. Un largo periodo de falta de inversión en investigación y bienes de capital hizo que los productos de Alemania Oriental no fueran competitivos en los mercados occidentales, dejando al país más dependiente de la Unión Soviética.
Gran parte de la deuda tiene su origen en los intentos de la RDA de exportar para salir de sus problemas de endeudamiento internacional, lo que requería la importación de componentes, tecnologías y materias primas; así como los intentos de mantener el nivel de vida mediante la importación de bienes de consumo. La RDA era competitiva a nivel internacional en algunos sectores, como la ingeniería mecánica y la tecnología de impresión.
Un factor importante fue también la eliminación de una fuente de divisas a través de la reexportación de petróleo soviético, que hasta 1981 se suministraba a precios inferiores a los del mercado mundial; la consiguiente pérdida de ingresos en divisas produjo un notable descenso en la mejora, por lo demás constante, del nivel de vida. (Precisamente esta mejora continua estaba en peligro debido a la inminente crisis de la deuda; los planes de recuperación de Schürer-Papier hablaban de una reducción del 25-30%).
La caída del Muro de Berlín, en noviembre de 1989, empeoró aún más la situación económica al agotar la mano de obra y dificultar el abastecimiento de las empresas estatales. El colapso de la autoridad central de planificación causó una caída de la producción, provocando una escasez que, a su vez, provocó un aumento de los niveles de emigración.
El 1 de julio de 1990, el país entró en una unión monetaria y económica con Alemania Occidental, seguida de la disolución política de Alemania Oriental el 3 de octubre de 1990.

### Post-unification
En las consecuencias inmediatas de la unificación se produjo un periodo de colapso económico con la caída de la producción industrial y un rápido aumento de la tasa de desempleo. A principios de la década de 1990, los kombinats fueron entregados al Treuhandanstalt (fiduciario público), un organismo federal alemán encargado de reprivatizar los activos industriales que antes eran propiedad del Gobierno. El interés por las empresas de Alemania del Este fue escaso, ya que las empresas de Alemania Occidental no necesitaban el exceso de capacidad de producción para abastecer a los nuevos estados federales. Un tercio de las empresas acabaron liquidándose, lo que, combinado con los despidos en las empresas supervivientes, supuso una reducción del 60% del empleo en los nuevos estados.

## Sectores de la economía

### Agricultura
.

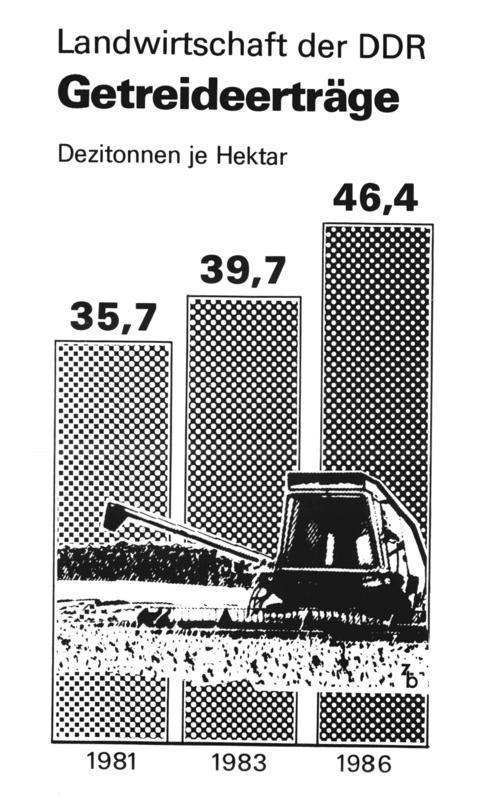
Un cartel de propaganda de 1987 que muestra el aumento de la producción agrícola de 1981 a 1983 y 1986

El sector agrícola de la economía ocupaba un lugar algo diferente en el sistema, aunque también estaba completamente integrado. Estaba casi enteramente colectivizado, salvo las parcelas privadas. Las granjas colectivas eran formalmente autónomas. Sin embargo, estaban subordinadas al Consejo de Ministros a través del Ministerio de Agricultura, Silvicultura y Alimentación. Un complejo conjunto de relaciones las relacionaba también con otras cooperativas e industrias afines, como la de transformación de alimentos. El 1 de julio de 1954, había 4.974 granjas colectivas con 147.000 miembros que cultivaban el 15,7% de la tierra cultivable del territorio.

### Industria
El 1 de enero de 1954, el gobierno soviético entregó a la RDA treinta y tres empresas industriales, entre ellas las fábricas químicas de Leuna y Buna, y la RDA pasó a ser propietaria de todas las empresas de su territorio.
Directamente por debajo de los ministerios se encontraban las fideicomisos, o Kombinate, dirigidas por el gobierno central. Destinadas a sustituir a las Asociaciones de Empresas Públicas -las organizaciones mayoritariamente administrativas que anteriormente servían de enlace entre los ministerios y las empresas individuales-, las Kombinate fueron el resultado de la fusión de varias empresas industriales en entidades a gran escala a finales de la década de 1970, basadas en las interrelaciones entre sus actividades de producción.
El Kombinate incluía empresas de investigación, que el Estado incorporó a sus estructuras para centrar mejor los esfuerzos de investigación y acelerar la aplicación de los resultados de la investigación a la producción. Una dirección única y unificada dirigía todo el proceso de producción en cada Kombinat, desde la investigación hasta la producción y las ventas. La reforma también intentaba estrechar los lazos entre las actividades del Kombinate y las empresas de comercio exterior, subordinando estas últimas tanto al Ministerio de Comercio Exterior como al Kombinate. El objetivo de la medida de reforma del Kombinat era lograr una mayor eficacia y racionalidad concentrando la autoridad en manos de los mandos intermedios. La dirección de la Kombinat también aportó una importante contribución al proceso de planificación central.
A principios de la década de 1980, el establecimiento de la Kombinate tanto para las empresas de gestión centralizada como para las de gestión de distrito estaba prácticamente completado. En particular, entre 1982 y 1984, el gobierno estableció varios reglamentos y leyes para definir con mayor precisión los parámetros de estas entidades. Estas disposiciones tendieron a reforzar la primacía de la planificación central y a limitar la autonomía del Kombinate, aparentemente en mayor medida de lo previsto inicialmente. A principios de 1986, había 132 Kombinatos de gestión centralizada, con una media de 25.000 empleados por Kombinato. Los Kombinate gestionados por distritos eran 93, con una media de unos 2.000 empleados cada uno.
En la base de toda la estructura económica estaban las unidades de producción. Aunque éstas variaban en tamaño y responsabilidad, el gobierno fue reduciendo su número y aumentando su tamaño. El número de empresas industriales en 1985 era sólo algo más de una quinta parte que en 1960. Su independencia disminuyó significativamente a medida que el Kombinate se hizo plenamente funcional.

## Dirección central

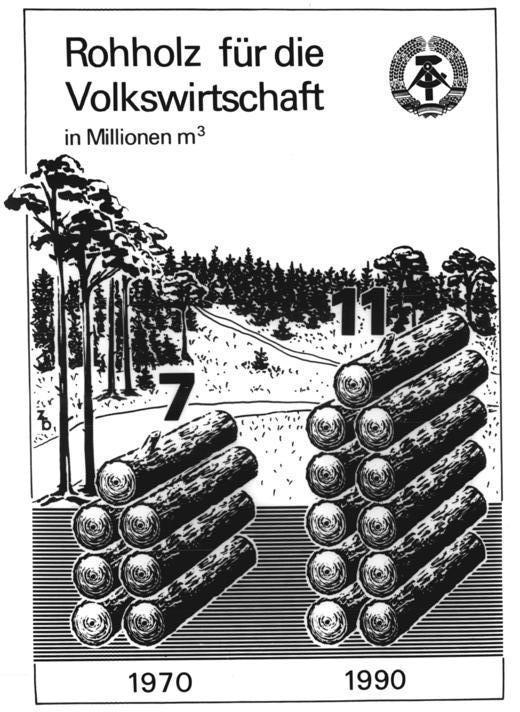
Timber production rose from 7 million cubic metres (250 million cubic feet) in 1970 to 11 million (390 million cubic feet) in 1990 (1988 propaganda poster)

### Partido Socialista Unificado de Alemania
La fuerza directiva última en la economía, como en todos los aspectos de la sociedad, era el Partido Socialista Unificado de Alemania (SED), especialmente su cúpula directiva. El partido ejerció su papel de liderazgo formalmente durante el congreso del partido, cuando aceptó el informe del secretario general, y cuando adoptó el proyecto de plan para el próximo quinquenio.
Más importante era la supervisión del Politbüro del SED, que controlaba y dirigía los procesos económicos en curso. Sin embargo, ese grupo clave no podía ocuparse más que de las cuestiones económicas generales, fundamentales o extremadamente graves, porque también tenía que ocuparse de muchos otros asuntos.

### Burocracia gubernamental
A la cabeza del aparato estatal encargado de adoptar y llevar a cabo formalmente las políticas elaboradas por el congreso del partido y el Politbüro estaba el Consejo de Ministros, que contaba con más de cuarenta miembros y estaba dirigido a su vez por un Presidium de dieciséis. El Consejo de Ministros supervisaba y coordinaba las actividades de todos los demás órganos centrales responsables de la economía, y desempeñaba un papel directo y específico en casos importantes.
La Comisión de Planificación del Estado, a veces denominada "Estado Mayor Económico del Consejo de Ministros", asesoraba al Consejo de Ministros sobre posibles estrategias económicas alternativas y sus implicaciones, traducía los objetivos generales fijados por el Consejo en directivas de planificación y objetivos de planes más específicos para cada uno de los ministerios que dependían de él, coordinaba la planificación a corto, medio y largo plazo, y mediaba en los desacuerdos interministeriales.
Los distintos ministerios eran los principales responsables de la dirección detallada de los distintos sectores de la economía. Los ministerios eran responsables, dentro de sus esferas separadas, de la planificación detallada, de la asignación de recursos, del desarrollo, de la aplicación de innovaciones y, en general, de la consecución eficaz de sus planes individuales.
Además de la estructura básica del sector industrial, una jerarquía suplementaria de órganos de gobierno descendía desde el Consejo de Ministros y la Comisión Estatal de Planificación hasta las subunidades territoriales, más que funcionales. Las comisiones de planificación regional y local y los consejos económicos, subordinados a la Comisión Estatal de Planificación y al Consejo de Ministros, respectivamente, se extendían hasta el nivel local. Se ocupaban de cuestiones como la ubicación adecuada u óptima de la industria, la protección del medio ambiente y la vivienda.

## Planificación centralizada
El hecho de que la RDA tuviera una economía planificada no significaba que un único plan global fuera la base de toda la actividad económica. En todo momento funcionaba un entramado de planes con distintos grados de especificidad, amplitud y duración; alguno o todos ellos podían ser modificados durante el proceso continuo de control de los resultados o como resultado de circunstancias nuevas e imprevistas. El sistema de planes resultante era extremadamente complejo, y mantener la coherencia interna entre los distintos planes era una tarea considerable.

### Planificación a corto plazo
Desde el punto de vista operativo, la planificación a corto plazo era la más importante para la producción y la asignación de recursos. Cubría un año natural y abarcaba toda la economía. Los objetivos clave fijados a nivel central eran la tasa de crecimiento global de la economía, el volumen y la estructura del producto interior y sus usos, la utilización de materias primas y mano de obra y su distribución por sectores y regiones, y el volumen y la estructura de las exportaciones e importaciones. A partir del plan de 1981, el Estado añadió la evaluación de la relación entre el uso de las materias primas y el valor y la cantidad de la producción para promover un uso más eficiente de los escasos recursos.

### Planes quinquenales
La planificación de bajo alcance (quinquenal) utilizaba los mismos indicadores, aunque con menos especificidad. Aunque el plan quinquenal fue debidamente promulgado como ley, se considera más bien una serie de directrices que un conjunto de órdenes directas. Suele publicarse varios meses después del inicio del quinquenio que abarca, una vez promulgado el primer plan anual. Más general que un plan de un año, el plan quinquenal era sin embargo lo suficientemente específico como para integrar los planes anuales en un marco temporal más largo. De este modo, proporcionaba continuidad y dirección.

### Mecanismos de planificación

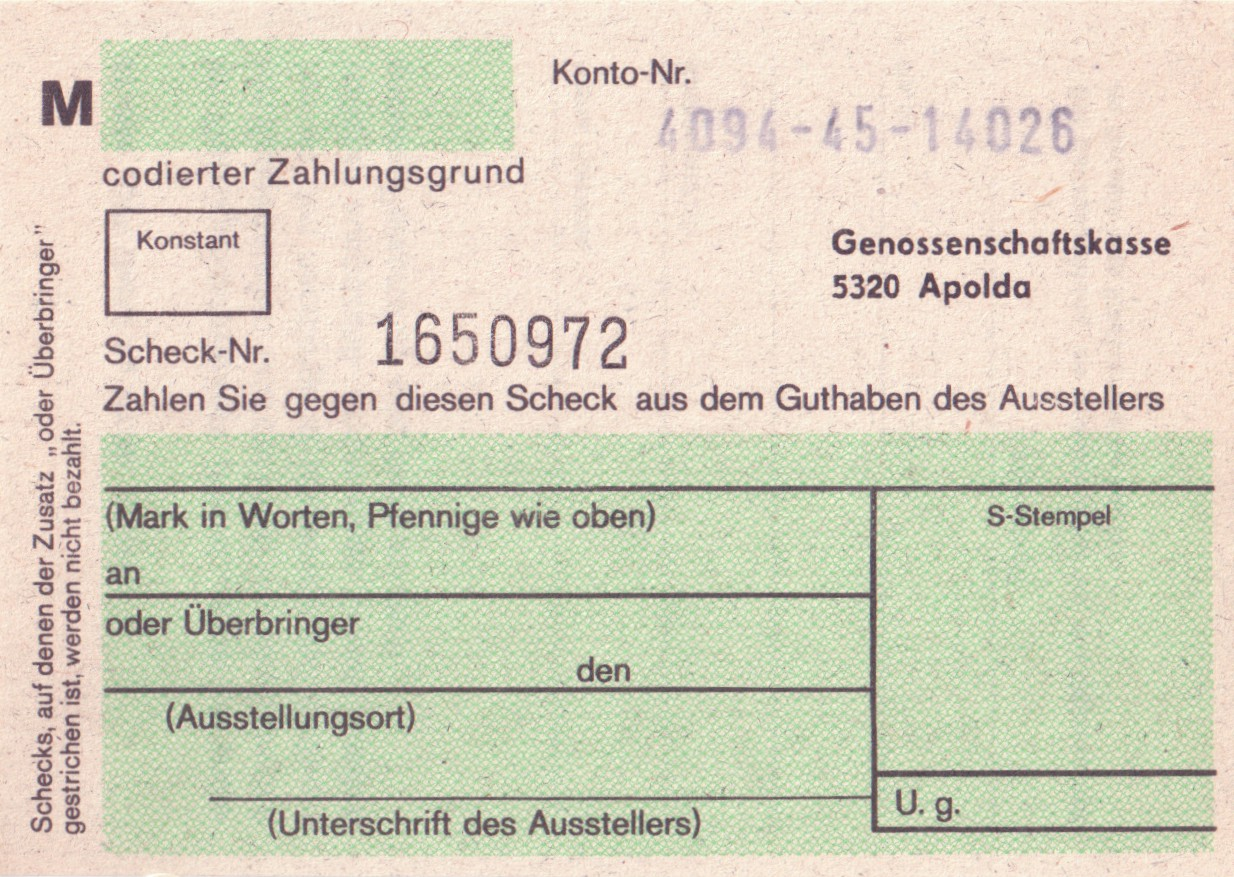
Cheque de Alemania del Este emitido en 1988

En la primera fase de la planificación, los objetivos determinados a nivel central se dividieron y asignaron a las unidades subordinadas correspondientes. Una vez que se había llevado a cabo el examen y el debate interno en cada nivel y que los proveedores y compradores habían concluido las negociaciones, las partes separadas se reagrupaban en proyectos de planes. En la etapa final, que sigue a la aceptación del paquete total por parte de la Comisión de Planificación del Estado y el Consejo de Ministros, el plan terminado se volvió a dividir entre los ministerios, y las responsabilidades pertinentes se distribuyeron una vez más a las unidades productoras.
El plan de producción se complementaba con otros mecanismos que controlaban los suministros y establecían la responsabilidad  monetaria. Uno de estos mecanismos era el Sistema de Balances de Materiales, que asignaba materiales, equipos y bienes de consumo. Actuaba como un sistema de racionamiento, asegurando a cada elemento de la economía el acceso a los bienes básicos que necesitaba para cumplir con sus obligaciones. Dado que la mayoría de los bienes producidos por la economía estaban cubiertos por este mecanismo de control, las unidades productoras tenían dificultades para obtener los artículos necesarios por encima de sus niveles asignados.
Otro mecanismo de control era la asignación de precios para todos los bienes y servicios. Estos precios servían de base para calcular los gastos e ingresos. Las empresas tenían todos los incentivos para utilizar estos precios como guía en la toma de decisiones. De este modo, se cumplía el plan y se obtenían fondos de bonificación de diversa índole para la empresa. Estas primas no se asignaban indiscriminadamente por la producción bruta, sino que se concedían por logros tales como la introducción de innovaciones o la reducción de los costes laborales.
El sistema sólo funcionaba sin problemas cuando sus componentes contaban con personas cuyos valores coincidían con los del régimen o, al menos, los complementaban. Este reparto se producía en parte gracias a la fuerza integradora de los órganos del partido, cuyos miembros ocupaban posiciones de liderazgo en la estructura económica. También se hicieron esfuerzos para promover un sentido común de propósito a través de la participación masiva de casi todos los trabajadores y agricultores en la discusión organizada de la planificación económica, las tareas y el rendimiento. Una revista de Alemania Oriental informó, por ejemplo, de que durante el debate preliminar sobre el plan anual de 1986, 2,2 millones de empleados de diversas empresas y brigadas de trabajo del país en general aportaron 735 377 sugerencias y comentarios. Sin embargo, la toma de decisiones definitiva procedía de arriba.

## Sector privado
El sector privado de la economía era pequeño pero no del todo insignificante. En 1985, alrededor del 2,8% del producto nacional neto procedía de empresas privadas. El sector privado incluía a los agricultores y jardineros privados; a los artesanos, mayoristas y minoristas independientes; y a los individuos empleados en las llamadas actividades autónomas (artistas, escritores y otros). Aunque eran autónomos, estos individuos estaban estrictamente regulados. En 1985, por primera vez en muchos años, el número de personas que trabajan en el sector privado aumentó ligeramente. Según las estadísticas de Alemania Oriental, en 1985 había unos 176 800 empresarios privados, lo que supone un aumento de unos 500 respecto a 1984. Algunas actividades del sector privado eran bastante importantes para el sistema. Los dirigentes del SED, por ejemplo, fomentaron la iniciativa privada como parte de un esfuerzo por mejorar los servicios al consumidor.
Además de los alemanes orientales que trabajaban por cuenta propia a tiempo completo, había otros que ejercían una actividad económica privada de forma paralela. Los ejemplos más conocidos e importantes eran las familias de la granjas colectivas que también cultivaban parcelas privadas, que podían llegar a ser de hasta 53 820|pies². Su contribución era importante; según fuentes oficiales, en 1985 los agricultores poseían de forma privada alrededor del 8,2% de los cerdos, el 14,7% de las ovejas, el 32,8% de los caballos y el 30% de las gallinas ponedoras del país. Los profesionales, como los artistas comerciales y los médicos, también trabajaban de forma privada en su tiempo libre, sujetos a impuestos separados y otras regulaciones. Sin embargo, su impacto en el sistema económico era insignificante.

## Economía informal
Más difícil de evaluar, por su carácter encubierto e informal, es la importancia de esa parte del sector privado denominada "segunda economía". Tal y como se utiliza aquí, el término incluye todos los acuerdos o actividades económicas que, debido a su informalidad o a su ilegalidad, tienen lugar fuera del control o la vigilancia del Estado. El tema ha recibido una atención considerable por parte de los economistas occidentales, la mayoría de los cuales están convencidos de su importancia en las ECP. Sin embargo, a mediados de la década de 1980, las pruebas eran difíciles de obtener y solían ser de carácter anecdótico.
Estas irregularidades no parecían constituir un problema económico importante. Sin embargo, la prensa de Alemania del Este informó ocasionalmente de procesamientos de casos atroces de actividad ilegal de "segunda economía", que implicaban lo que se denomina "delitos contra la propiedad socialista" y otras actividades que están en "conflicto y contradicción con los intereses y las demandas de la sociedad", como describió un informe la situación.

### Economía de trueque
Un tipo de actividad económica informal incluye acuerdos privados para proporcionar bienes o servicios a cambio de un pago. Una mujer mayor podría haber contratado a un vecino para que le subiera el carbón a su apartamento, o una mujer empleada podría haber pagado a un vecino para que le lavara la ropa. En estrecha relación con lo anterior, se puede contratar a un conocido para que repare un reloj, ponga a punto un automóvil o repare un retrete. Este tipo de arreglos tienen lugar en cualquier sociedad, y dadas las deficiencias del sector de servicios de Alemania Oriental, pueden haber sido más necesarios que en Occidente. Sin duda, eran habituales y, al considerarse inofensivos, no eran objeto de ninguna preocupación gubernamental significativa. Los bienes escasos de Westpaket también eran muy deseados para el trueque.

## Corrupción
Otra actividad común que resultaba molesta, si no perturbadora, era la práctica de ofrecer una suma de dinero más allá del precio de venta a los individuos que vendían bienes deseables, o dar algo especial como pago parcial por productos que escaseaban, el llamado Bückware (bienes de pato; vendidos de "debajo del mostrador"). Estas operaciones podían limitarse a ofrecer a alguien Trinkgeld (una propina), pero también podían implicar Schmiergeld (sobornos; lit. dinero utilizado para "engrasar" una transacción) o Beziehungen (relaciones especiales).
Las opiniones en Alemania Oriental variaban en cuanto a la importancia de estas prácticas. Sin embargo, dada la abundancia de masa monetaria y la frecuente escasez de artículos de lujo y de bienes de consumo duradero, la mayoría de la gente quizá se sintiera ocasionalmente tentada a proporcionar un "edulcorante", sobre todo para cosas como piezas de automóviles o muebles.

## Comparación con Alemania Occidental

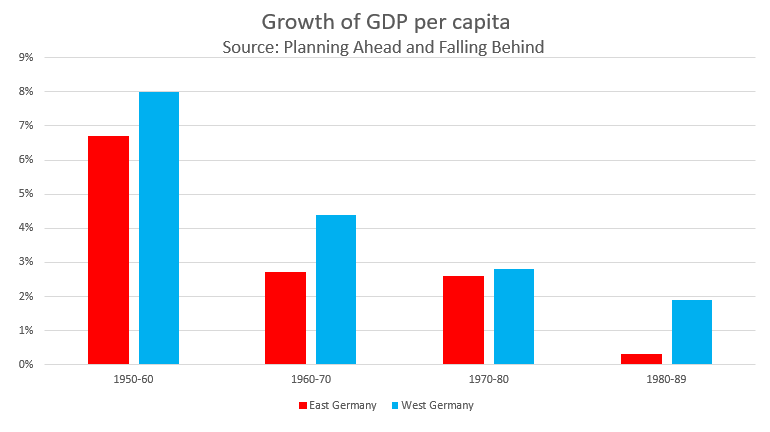
Crecimiento PIB per cápita Alemania del Este

|                      | Alemania del Este          | Alemania del Este | Alemania del Este  | Alemania del Oeste        | Alemania del Oeste | Alemania del Oeste |                       |
|                      | PIB (1990 Int$, milloones) | Población (miles) | PIB per capita ($) | PIB (1990 Int$, millones) | Población (miles)  | PIB per capita ($) | Este como % del Oeste |
| 1950                 | 51 412                     | 18 400            | 2794               | 213 942                   | 50 000             | 4279               | 65                    |
| 1990/1989            | 160 000                    | 16 400            | 9,679              | 1 182 261                 | 62 100             | 19 038             | 51                    |
| Datos Angus Maddison |                            |                   |                    |                           |                    |                    |                       |
| 1936                 | 74 652                     | 15 614            | 4781,09            | 192 911                   | 42,208             | 4570.48            | 105                   |
| 1950                 | 51 412                     | 18 388            | 2795.95            | 213 942                   | 49 983             | 4280.30            | 65                    |
| 1973                 | 129 969                    | 16 890            | 7695.03            | 814 786                   | 61 976             | 13 146.80          | 59                    |
| 1990                 | 82 177                     | 16 111            | 5100.68            | 1 182 281                 | 63 254             | 18 690.69          | 27                    |
| 1991                 | 85 961                     | 15 910            | 5402.95            | 1 242 096                 | 63 889             | 19 441.47          | 28                    |

|           | Alemania del Este | Alemania del Este      | Alemania del Este | Alemania del Oeste |
|           | Sleifer (2006)    | Merkel and Wahl (1991) | Maddison (1995)   | ICOP               |
| 1950-1960 | 6.7               | 3.6                    | 5.5               | 8.0                |
| 1960-1970 | 2.7               | 2.5                    | 2.9               | 4.4                |
| 1970-1980 | 2.6               | 2.5                    | 2.8               | 2.8                |
| 1980-1989 | 0.3               | 0.5                    | 1.6               | 1.9                |
| 1950-1989 | 3.1               | 2.3                    | 3.3               | 4.3                |

|                                                    | Alemania del Este | Alemania del Oeste |
| -------------------------------------------------- | ----------------- | ------------------ |
| Población (miles)                                  | 16 307            | 62 168             |
| PNB/PIB (mil millones de dólares)                  | 159.5             | 945.7              |
| PNB/PIB per cápita ($)                             | 9,679             | 15,300             |
| Ingresos presupuestarios (mil millones de dólares) | 123.5             | 539                |
| Gastos presupuestarios (mil millones de dólares)   | 123.2             | 563                |

## Otras lecturas
- Steiner, André (2010). The Plans that Failed: An Economic History of the GDR. Oxford and New York: Berghahn Books. ISBN 978-1-845-45748-8.